# Los Montesinos
Los Montesinos es un municipio de la Comunidad Valenciana, España. Situado en el sur de la provincia de Alicante, en la comarca de la Vega Baja del Segura. Cuenta con una población de 5682 habitantes (INE 2024). Se trata de un municipio hispanófono, en el que el español cuenta con el predominio lingüístico reconocido legalmente.

## Geografía
El término municipal de Los Montesinos se encuentra en el extremo sur de la provincia de Alicante y de la Comunidad Valenciana, al sur de la comarca, en las tierras que tradicionalmente han conformado el "campo o secano", alejado de la huerta o tierras regadas por el río Segura.
En cuanto a las características climáticas, la aridez y la irregularidad pluviométrica son las características climáticas más notables y con mayor repercusión geográfica. En general, el clima de la zona se caracteriza por unas temperaturas muy suaves, con una media superior a los 10 °C en el mes más frío.
Se accede a esta localidad, desde Alicante, a través de la A-7 para enlazar con la CV-945.

### Localidades limítrofes
Limita con los términos municipales de Algorfa, Almoradí, Rojales, San Miguel de Salinas y Torrevieja.

## Historia
La demarcación territorial de Los Montesinos perteneció al municipio de Almoradí desde el siglo XVI hasta el año 1990, en el cual finalizó la tutela tradicional que había ejercido esta población. En efecto, mediante Decreto 140/90 del Consell de la Generalidad Valenciana, Los Montesinos se convirtió en municipio independiente.
Su aparición está relacionada con el establecimiento de zonas de regadío en el área contigua a las salinas de Torrevieja, a través del Canal de los Riegos de Levante.
El nombre de la población procede posiblemente del apellido de un antiguo propietario que daba nombre a una hacienda que dio lugar al núcleo urbano actual.

## Geografía humana

### Demografía
Cuenta con una población de 5682 habitantes (INE 2024).
| Gráfica de evolución demográfica de Los Montesinos entre 1991 y 2021 |
| |
| Población de derecho según los censos de población del INE Población de hecho según los censos de población del INEEntre el censo de 1991 y el anterior, aparece este municipio porque se segrega del municipio 03015 (Almoradí) |

| Nacionalidad | Hombres | Mujeres | Total | %     | Proporción |
| ------------ | ------- | ------- | ----- | ----- | ---------- |
| Española     | 1704    | 1583    | 3287  | 63.0% |            |
| Extranjera   | 953     | 977     | 1930  | 36.9% |            |

| Población | 2232 | 2436 | 2472 | 2526 | 2617 | 2674 | 2807 | 2964 | 3081 | 3319 | 3654 | 4284 | 4949 | 5147 | 5199 | 5203 | 5043 | 4966 | 4921 | 4912 |

### Economía
En cuanto a su situación económica, los factores que han propiciado el desarrollo económico de este núcleo de población, son: la ampliación del regadío y el turismo. En el transcurso del siglo XX se produce, de forma gradual el afianzamiento de unas condiciones económicas favorables, que tienen su génesis en las obras de ingeniería, que permiten la llegada de aportes hídricos al secano. Por otra parte, estas se complementan con las actividades derivadas del desarrollo turístico y de crecimiento inmobiliario acaecido en el litoral desde la década de 1980. 
Cuenta con una próspera agricultura, fundamentalmente de cítricos y hortalizas tempranas, que genera así mismo una importante industria agroalimentaria.
La actividad industrial está representada por la fabricación de materiales de construcción y de artículos de carpintería metálica y estructuras metálicas, así como las conservas de pescado.

## Política
Se constituye como municipio por segregación del municipio de Almoradí, según Decreto 140/1990, de 30 de julio, del Consell de la Generalidad Valenciana, por el que se segrega parte del término municipal de Almoradí (Alicante) para constituir un Municipio independiente con la denominación de Los Montesinos. DOGV n. 1365 (17 de agosto de 1990)
| Periodo   | Nombre                     | Partido                                |
| --------- | -------------------------- | -------------------------------------- |
| 1991-1995 | José Manuel Butrón Sánchez | PSPV-PSOE                              |
| 1995-1999 | José Manuel Butrón Sánchez | Partido Socialista del País Valenciano |
| 1999-2003 | José Manuel Butrón Sánchez | Partido Socialista del País Valenciano |
| 2003-2007 | José Manuel Butrón Sánchez | Partido Socialista del País Valenciano |
| 2007-2011 | José Manuel Butrón Sánchez | Partido Socialista del País Valenciano |
| 2011-2015 | José Manuel Butrón Sánchez | Partido Socialista del País Valenciano |
| 2015-2019 | José Manuel Butrón Sánchez | Partido Socialista del País Valenciano |
| 2019-2023 | José Manuel Butrón Sánchez | Partido Socialista del País Valenciano |
| 2023-act. | José Manuel Butrón Sánchez | Partido Socialista del País Valenciano |

Desde su segregación, el Ayuntamiento de Los Montesinos está regido por José Manuel Butrón Sánchez, del grupo municipal del PSPV-PSOE.

## Educación
Escuela municipal de música. En la cual sus alumnos, a lo largo del curso, realizan audiciones y conciertos a los que pueden acudir quien lo desee.
Escuela para adultos. Se imparten los siguientes niveles: Neolectores, Alfabetización, Graduado Escolar I y Graduado Escolar II, Español para Extranjeros, Inglés Básico.
Escuelas Municipales de Deporte. En el pueblo hay una gran variedad de servicios deportivos como: entrenamiento 2/3 días por semana según la modalidad, monitores titulados, informe trimestral a los padres, rompa de entrenamiento al formalizar la matrícula, revisión médica a todos los matriculados, Carné de deportista y participación en las actividades organizadas por la Concejalía.

## Patrimonio
- Aljibe de la finca La Marquesa. Aljibe con bóveda de cañón y cubeta de decantación. Su existencia está documentada a mediados del siglo XVIII, coincidiendo con el establecimiento de colonos; realizados por los jesuitas oriolanos, propietarios de la heredad, para garantizar el abastecimiento de agua a este primer núcleo de población.

- Aljibe de Lo de Reig. Emplazado en la finca Lo de Reig, junto a los otros mencionados anteriormente, nos refleja la importancia para nuestros antepasados que ha tenido el almacenaje del agua. Este aljibe es un exponente de la arquitectura del agua típica del Campo de Salinas, que puede datarse en el siglo XVIII coincidiendo con la puesta en explotación de la finca por su propietario. Está formado por un aljibe de planta rectangular (35 m. x 6 m.) excavado en el subsuelo, cuya obra de mampostería y mortero de cal presenta bóveda de medio cañón, con tres perforaciones circulares a modo de respiradero.

- Aljibe de Lo de Vigo Viejo. Es un exponente de la arquitectura del agua tan típica en el secano del Bajo Segura. Se trata de una construcción de mortero de cal y piedra caliche, rebocada de yeso. El edificio comprende dos partes, una exterior rematada en capilla de forma hexagonal.

- Ermita de la Virgen del Rosario (Los Montesinos)
- Iglesia de Nuestra Señora del Pilar. Fue construida en 1886, hecho que evidencia la consolidación del asentamiento humano surgido espontáneamente en las inmediaciones de la laguna de Torrevieja, mediante la apropiación de un espacio público, ocupado desde mediados del siglo XIX. Posee una nave central, dos laterales de menor tamaño, espacio dedicado al altar mayor, coro y torre.

- Molino de viento. Son restos de un antiguo molino harinero en la finca Las Moreras.

- Partida de La Marquesa. Área del secano mejorado que aprovechaba para riego las aguas de lluvia procedentes de las elevaciones cercanas. Su poblamiento se remonta a época romana y está atestiguado por la existencia de restos arqueológicos en las inmediaciones, así como por el paso por la hacienda de la Vía Augusta. Igualmente, de la etapa islámica se conserva el llamado Tesorillo de La Marquesa, conjunto de monedas árabes de los siglos X y XI, hallado en el año 1974. El predio formó parte del inmenso patrimonio territorial que poseía la casa nobiliaria de Rafal. En 1695, por disposición testamentaria de doña Mª Manuela Valenzuela y Vázquez Fajardo, marquesa de Rafal, esta finca y otra contigua fue donada a la Compañía de Jesús. Este asentamiento que, con el paso del tiempo, fue el origen del caserío de Los Montesinos.

- Plaza Mayor del Sagrado Corazón.

- Vía Augusta.

- La Virgen Blanca.

- Jardín botánico 30 de Julio.

- Parques de la Herrada.

## Fiestas
- Fiestas patronales. Se celebran en honor a la Virgen del Pilar a partir del 12 de octubre. En ellas se realizan diversos actos como la Romería a la Marquesa, la ofrenda de flores a la Virgen del Pilar, las Carrozas en las que la mayoría del pueblo se disfraza y recorren las calles para animar tanto a sus vecinos del pueblo como a los visitante, etc.[6]
- Aniversario de la segregación. 30 de julio.